# Петерсен, Поуль
По́уль Э́йвинд Пе́терсен (дат. Poul Eyvind Petersen, 11 апреля 1921, Копенгаген — 31 мая 1997, Tisvildeleje, Ховедстаден) — датский футболист, игравший на позиции защитника. По завершении игровой карьеры — тренер.
На протяжении всей карьеры выступал за клуб АБ Гладсаксе, а также национальную сборную Дании, в составе которой был участником двух олимпийских турниров. Впоследствии возглавил эту сборную в качестве тренера, выведя её на чемпионате Европы 1964 года.

## Клубная карьера
Пол Петерсен начал свою карьеру в качестве нападающего и был одним из лучших учеников легендарного центрального нападающего Карла Хансена. В 1939 году дебютировал во взрослом футболе за клуб АБ Гладсаксе, в системе которого находился с 10 лет. Дебют состоялся на позиции инсайда, однако в конечном итоге Петерсен стал играть на позиции крайнего защитника. Футболист нередко подвергался некоторой критике за свой авантюрный по тем временам стиль, поскольку, помимо отборов, нередко делал умные обводки и передачи.
Защищал цвета команды на протяжении всей своей карьеры игрока, длившейся целых пятнадцать лет и за это время пять раз он сумел выиграть чемпионат Дании в сезонах 1942/1943, 1944/1945, 1946/1947, 1950/1951 и 1951/1952. Всего Петерсен провёл за клуб 254 матча.
Помимо футбола, Поуль Петерсен работал учителем физкультуры и был членом купонного комитета датской лотереи Danske Spil. Кроме того, он работал тренером в нескольких небольших клубах.

## Карьера в сборной
16 июня 1946 года дебютировал в официальных играх в составе национальной сборной Дании в проигранном товарищеском матче против Норвегии (1:2). В 1947 году Петерсен в составе сборной Европы сыграл товарищескую игру против сборной Великобритании, проиграв 1:6 на «Хэмпден Парке» в Глазго.
В преддверии летних Олимпийских игр 1948 года Петерсен получил травму. Он был частью датской команды на турнире, но травма так и не позволила ему сыграть ни одной игры в течение всего соревнования. Дания выиграла бронзовые медали на том турнире, после чего большинством игроков заинтересовались европейские клубы, с которыми футболисты подписывали профессиональные контракты, из-за чего они упустили шанс дальше играть в олимпийской команде. Поуль Петерсен один из немногих остался в Дании, где ещё оставался любительский футбол, и продолжил выступать в составе датской олимпийской команды на летних Олимпийских играх 1952 года в Хельсинки. В этот раз Дания вылетела в четвертьфинале от сборной Югославии.
После второй Олимпиады, на которой сыграл три игры, Петерсен завершил карьеру в сборной. Всего в течение карьеры в национальной команде, длившейся 7 лет, провел в форме главной команды страны 34 матча.

## Тренерская карьера
Начал тренерскую карьеру в 1962 году, возглавив сборную Дании. Он дебютировал во главе своей родной сборной 23 мая 1962 года в проигранном матче против ГДР (1:4). Предшественником Петерсена был Арне Сёренсен, сумевший завоевать серебро Олимпиады, однако из-за подписания многими футболистами профессиональных контрактов он не смог повторить успех.
В 1964 году, после побед над Мальтой, Албанией и Люксембургом (последняя только в третьем дополнительном матче), Дания вышла на чемпионат Европы 1964 года во Франции. Дания заняла последнее, четвёртое место на турнире после поражения со счётом 0:3 от СССР и 1:3 в дополнительное время от Венгрии.
Последний раз в роли тренера Поуль возглавлял сборную Дании 30 ноября 1966 года в матче отбора на чемпионат Европы 1968 года против Нидерландов (0:2). В общей сложности Петерсен возглавлял сборную Дании в 47 матчах — 17 побед, 8 ничьих и 22 поражения с общей разницей голов 85-94. В 1969 году работал главным тренером сборной Дании до 19 лет, а с 1973 по 1976 год работал в клубе «Хиллерёд».
Умер 31 мая 1997 года на 77-м году жизни.

## Достижения
- Чемпион Дании: 1942/1943[англ.], 1944/1945[англ.], 1946/1947, 1950/1951, 1951/1952
- Бронзовый олимпийский призёр: 1948